# El vaso vacío
El vaso vacío (c. 1652) es una pintura sobre lienzo del pintor holandés Pieter de Hooch.
Es un ejemplo de pintura de género de la Edad de Oro holandesa en la colección del Museo Boijmans Van Beuningen.
Esta pintura fue documentada como obra de Gabriel Metsu por Hofstede de Groot en 1908, quien escribió: "204b. Una mujer entregando un vaso de vino a un oficial. Sm. 85. Una mujer entrega un vaso de vino a un oficial. Dos personas están jugando a las cartas, mientras un tercero mira. Panel, 17 1/2 pulgadas por 14 pulgadas. Descrito por Descamps (vol. ii.).
Ventas. Hendrik Verschuuring, La Haya, 17 de septiembre de 1770, Núm. 106. 
- C. van Heemskerck, La Haya, 18 de noviembre de 1783, Núm. 5 (82 florines) -- se dice que es de Metsu o a su manera."[1][2]

Esta escena de taberna es muy similar a otras pinturas que De Hooch hizo en este periodo:

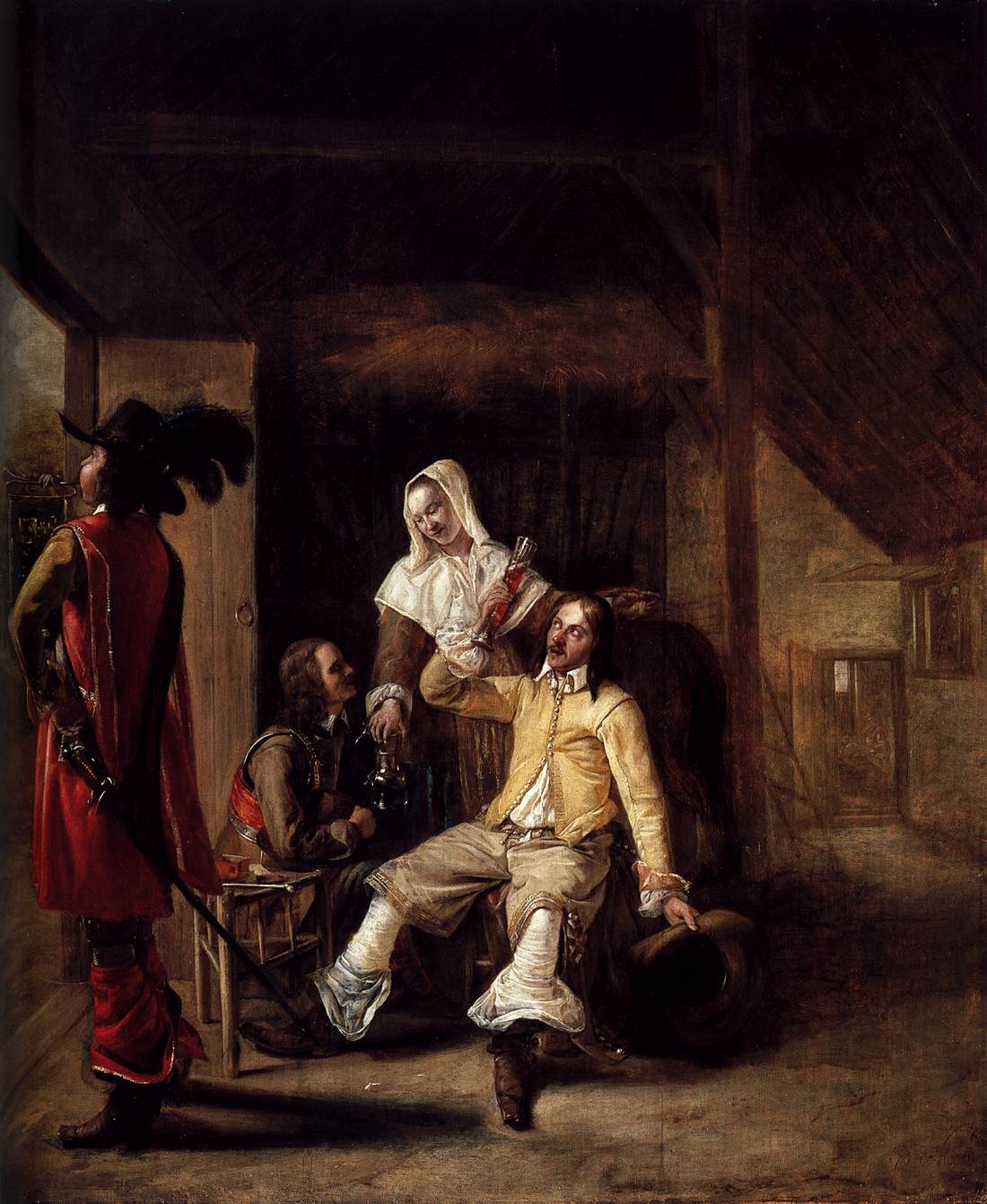
Dos soldados y una sirvienta con un trompetero.
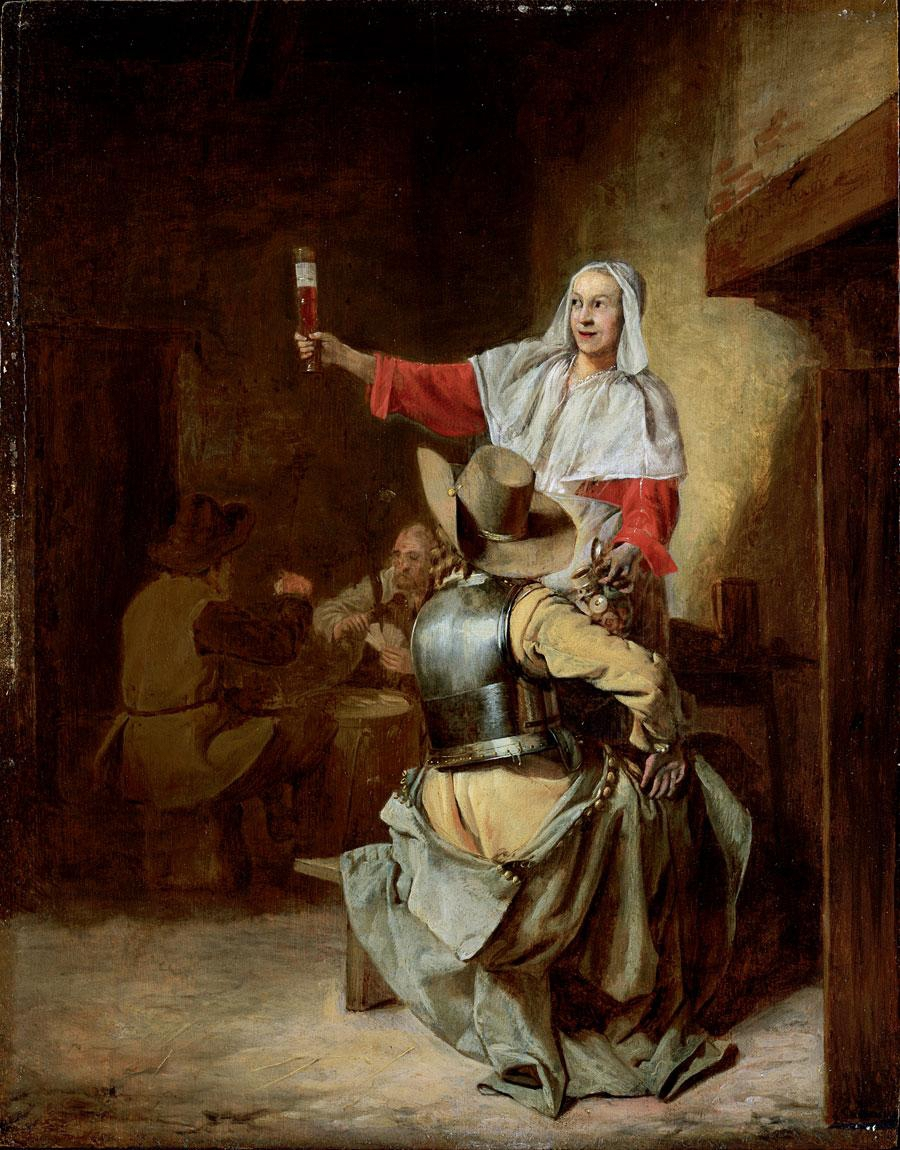
Soldados en una taberna con una sirvienta.